# Mount Adam, Antarktis
Mount Adam är ett berg i Östantarktis. Nya Zeeland gör anspråk på området. Toppen på Mount Adam är 4 010 meter över havet. Mount Adam ingår i Admiralty Mountains.
Mount Adam är det näst högsta berget i Admiralty Mountains efter Mount Minto.